# Ben Simmons
Benjamin David „Ben“ Simmons (* 20. Juli 1996 in Melbourne, Victoria) ist ein australischer Basketballspieler. Er misst 2,11 Meter, ist Linkshänder, wurde ursprünglich als Flügelspieler und dann als Aufbauspieler (Point Guard / Point Forward) eingesetzt.
Simmons wurde beim NBA-Draft 2016 an erster Stelle von den 76ers ausgewählt, kam jedoch verletzungsbedingt erst in der Folgesaison zu seinem Debüt. Im Anschluss an die Saison 2017/18 wurde er zum Rookie des Jahres gewählt und ist mittlerweile auch dreifacher NBA All-Star.

## Karriere

### Kindheit und Jugend
Simmons wuchs in Newcastle, New South Wales auf und spielte dort als Kind neben Basketball zunächst auch Rugby. Mit zehn Jahren zog er mit seiner Familie zurück in seine Geburtsstadt Melbourne, dort spielte er Basketball in den Jugendmannschaften des Vorortsvereins Knox Raiders. Im Alter von 14 entschied er, sich künftig auf Basketball zu konzentrieren und die Rugby-Karriere nicht weiterzuverfolgen. Ab 15 Jahren spielte er für die Mannschaft des Box Hill Senior Secondary College im Bundesstaat Victoria und erhielt 2012 ein Stipendium des Australian Institutes of Sport.
Es folgte der Wechsel in die Vereinigten Staaten. Von Januar 2013 bis 2015 spielte Simmons für die Mannschaft der Montverde Academy im Bundesstaat Florida. Zwischendurch kehrte er aber in seine australische Heimat zurück und spielte in der Saison 2013 für die Bulleen Boomers in der Liga Big V. Im April 2013 nahm Simmons am Jordan Brand Classic International Game teil, bei dem er sich mit einigen der weltweit besten Akteure seines Jahrgangs maß.
Bereits im Oktober 2013 gab er bekannt, ab der Saison 2015/16 an der Louisiana State University zu studieren und zu spielen. Im November 2014 unterschrieb er dann die entsprechende Vereinbarung. In seiner zweiten Saison an der Montverde Academy wurde er in mehreren Ranglisten der besten High-School-Spieler seines Jahrgangs auf dem ersten Platz geführt und erhielt die Auszeichnung Gatorade National Boys Basketball Player of the Year als bester High-School-Spieler des Jahres. Zudem nahm er am McDonald’s All-American-Spiel der besten High-School-Spieler teil.
Zur Saison 2015/16 wechselte er an die Louisiana State University und wurde unverzüglich Schlüsselspieler der Mannschaft. In seiner ersten und einzigen Saison bei LSU führte er die Mannschaft in mehreren statistischen Kategorien an, darunter in pro Spiel erzielten Punkten (19,2), Rebounds (11,8), Korbvorlagen (4,8), Ballgewinnen (2,0) und Blocks (0,8).

### NBA

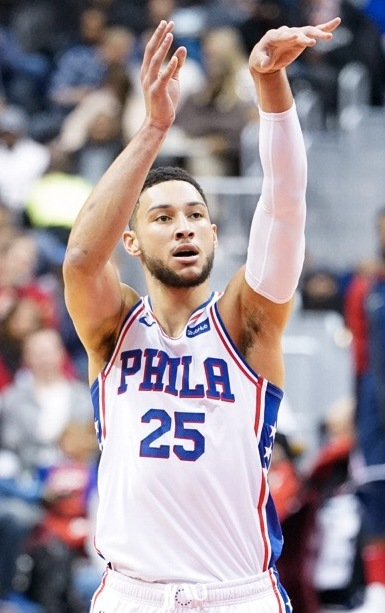
Simmons im Trikot der 76ers

Im NBA-Draft 2016 wurde Simmons an erster Stelle von den Philadelphia 76ers ausgewählt. Seine Auswahl durch die Sixers stand schon wenige Tage vor dem Draft fest. Aufgrund einer Fußverletzung, die er sich während der Saisonvorbereitung zugezogen hat, verpasste Simmons die Saison 2016/17 in Gänze, weswegen die NBA-Saison 2017/18 als seine Rookie-Saison betrachtet wird.
In seiner Debütsaison führte Simmons die 76ers auf den dritten Platz in der Eastern-Conference mit 52 Siegen. Er war neben Center Joel Embiid der wichtigste Spieler der Mannschaft und erreichte in der regulären Saison 15,8 Punkte, 8,1 Rebounds, 8,2 Assists, 1,7 Steals und 0,9 Blocks pro Spiel. Zudem verzeichnete er zwölf Triple-Doubles. Viermal wurde der Australier im Saisonverlauf in der Eastern Conference mit dem Titel Rookie des Monats ausgezeichnet und nach Saisonende ins NBA All-Rookie First Team berufen. In den Playoffs erreichten die 76ers die zweite Runde, wo sie den Boston Celtics unterlagen. In zehn Playoff-Spielen verzeichnete Simmons 16,3 Punkte, 9,4 Rebounds und 7,7 Assists und verbuchte gegen Miami Ende April mit 17 Punkten, 13 Rebounds sowie zehn Korbvorlagen als erster Liganeuling seit Magic Johnson im Jahr 1980 ein Triple-Double während einer Partie der Playoffs. Diese Leistung wurde im Anschluss an die Saison mit der Wahl zum Rookie of the Year belohnt.
Seit Beginn seiner NBA-Karriere galt Simmons’ Dreipunkte-Wurf als seine größte Schwäche. Seinen ersten Dreier (nach 17 Fehlversuchen in zwei Saisons) traf er erst zu Beginn seiner dritten Saison, am 21. November 2019 im Spiel gegen New York Knicks. Auch darüber hinaus beschränken sich Simmons’ Würfe meist auf die unmittelbare Korbnähe.
Im Februar 2022 wechselte er zu den Brooklyn Nets, als ihn die Philadelphia 76ers gemeinsam mit Seth Curry und Andre Drummond im Austausch gegen James Harden und Paul Millsap sowie künftige Auswahlrechte beim Draftverfahren abgaben. Simmons spielte bis Februar 2025 für die Brooklyn Nets und wurde dann aus dem Aufgebot gestrichen. Geprägt war seine Zeit in Brooklyn von Verletzungen. Wenige Tage später holten die Los Angeles Clippers den Australier in ihre Mannschaft.

## Nationalmannschaft
2012 nahm er mit der australischen Nationalmannschaft an der U-17-Weltmeisterschaft in Litauen teil und gewann die Silbermedaille. Ein Jahr später spielte er mit Australiens Herrennationalmannschaft bei der Ozeanienmeisterschaft.

## Karriere-Statistiken

### NBA

#### Hauptrunde
| Saison   | Team         | GP  | GS  | MPG  | FG % | 3P % | FT % | RPG | APG | SPG | BPG | PPG  |
| -------- | ------------ | --- | --- | ---- | ---- | ---- | ---- | --- | --- | --- | --- | ---- |
| 2017–18  | Philadelphia | 81  | 81  | 33.7 | .545 | .000 | .560 | 8.1 | 8.2 | 1.7 | 0.9 | 15.8 |
| 2018–19  | Philadelphia | 79  | 79  | 34.2 | .563 | .000 | .600 | 8.8 | 7.7 | 1.4 | 0.8 | 16.9 |
| 2019–20  | Philadelphia | 57  | 57  | 35.4 | .580 | .286 | .621 | 7.8 | 8.0 | 2.1 | 0.6 | 16.4 |
| 2020–21  | Philadelphia | 58  | 58  | 32.4 | .557 | .300 | .613 | 7.2 | 6.9 | 1.6 | 0.6 | 14.3 |
| 2022–23  | Brooklyn     | 42  | 33  | 26.3 | .566 | .000 | .439 | 6.3 | 6.1 | 1.3 | 0.6 | 6.9  |
| 2023–24  | Brooklyn     | 15  | 12  | 23.9 | .581 | –    | .400 | 7.9 | 5.7 | 0.8 | 0.6 | 6.1  |
| Gesamt   | Gesamt       | 332 | 320 | 32.5 | .560 | .139 | .589 | 7.8 | 7.4 | 1.6 | 0.7 | 14.4 |
| All-Star | All-Star     | 2   | 0   | 23.0 | .923 | .000 | .500 | 6.0 | 6.0 | 1.5 | 0.5 | 13.5 |

#### Play-offs
| Saison  | Team         | GP | GS | MPG  | FG % | 3P % | FT % | RPG | APG | SPG | BPG | PPG  |
| ------- | ------------ | -- | -- | ---- | ---- | ---- | ---- | --- | --- | --- | --- | ---- |
| 2017–18 | Philadelphia | 10 | 10 | 36.9 | .488 | .000 | .707 | 9.4 | 7.7 | 1.7 | 0.8 | 16.3 |
| 2018–19 | Philadelphia | 12 | 12 | 35.1 | .621 | —    | .575 | 7.1 | 6.0 | 1.3 | 1.0 | 13.9 |
| 2020–21 | Philadelphia | 12 | 12 | 33.5 | .621 | .000 | .342 | 7.9 | 8.8 | 1.3 | 0.8 | 11.9 |
| Gesamt  | Gesamt       | 34 | 34 | 35.1 | .571 | .000 | .520 | 8.0 | 7.5 | 1.4 | 0.9 | 13.9 |

## Auszeichnungen und Erfolge
- 3× NBA All-Star: 2019–2021
- 1× All-NBA Third Team: 2020
- 2× NBA All-Defensive First Team: 2020, 2021
- NBA-Rookie des Jahres: 2018
- NBA All-Rookie First Team: 2018

## Persönliches
Simmons hat drei Schwestern und zwei Brüder. Sein Bruder Liam war Co-Trainer der Basketballmannschaft an der Southwest Baptist University in Bolivar (US-Bundesstaat Missouri). Sein Vater Dave Simmons ist ein früherer professioneller Basketballspieler, der aus New York stammt und 13 Jahre lang in Australien spielte. Dort lernte er seine Frau, Bens Mutter, kennen.